# Olympische Sommerspiele 2000/Leichtathletik – 20 km Gehen (Männer)

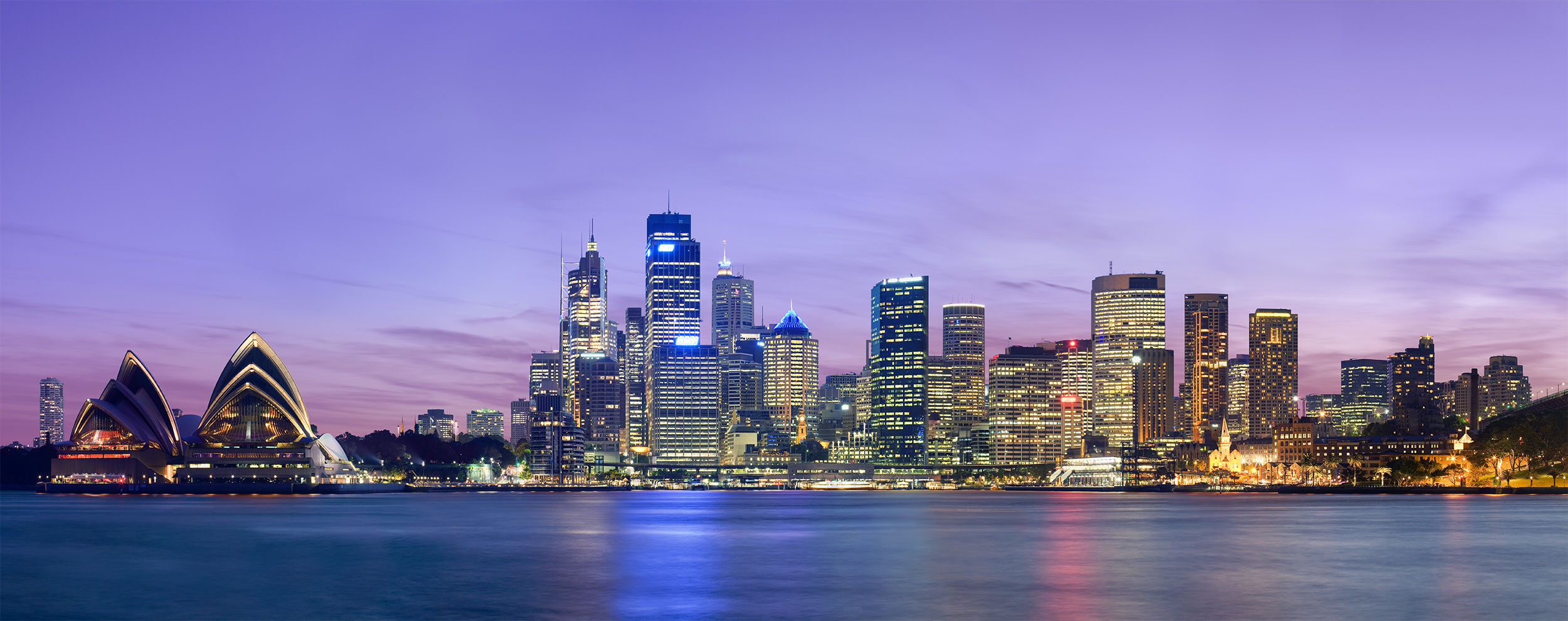
Skyline von Sydney von Sydney im Jahr 2008

Das 20-km-Gehen der Männer bei den Olympischen Spielen 2000 in Sydney wurde am 22. September 2000 auf einem Rundkurs in Sydney ausgetragen. Start und Ziel waren das Stadium Australia. 47 Athleten nahmen teil, 44 erreichten das Ziel.
Olympiasieger wurde der Pole Robert Korzeniowski. Er gewann vor dem Mexikaner Noé Hernández und dem Russen Wladimir Andrejew.
Der Deutsche Andreas Erm erreichte das Ziel als Fünfter.

Athleten aus der Schweiz, Österreich und Liechtenstein nahmen nicht teil.

## Aktuelle Titelträger
| Olympiasieger 1996                      | Jefferson Pérez ( Ecuador)                  | 1:20:07 h                                   | Atlanta 1996                                |
| Weltmeister 1999                        | Ilja Markow ( Russland)                     | 1:23:34 h                                   | Sevilla 1999                                |
| Europameister 1998                      | Ilja Markow ( Russland)                     | 1:21:10 h                                   | Budapest 1998                               |
| Panamerikanischer Meister 1999          | Bernardo Segura ( Mexiko)                   | 1:20:17 h                                   | Winnipeg 1999                               |
| Zentralamerika und Karibik-Meister 1999 | Noé Hernández ( Mexiko)                     | 1:20:49 h                                   | Bridgetown 1999                             |
| Südamerika-Meister 2000                 | Jefferson Pérez ( Ecuador)                  | 1:30:50 h                                   | Lima 2000                                   |
| Asienmeister 2000                       | Wu Ping ( Volksrepublik China)              | 1:28:04 h                                   | Jakarta 2000                                |
| Afrikameister 2000                      | Hatem Ghoula ( Tunesien)                    | 1:25:38 h                                   | Algier 2000                                 |
| Ozeanienmeister 2000                    | 20-km-Gehen nicht im Meisterschaftsprogramm | 20-km-Gehen nicht im Meisterschaftsprogramm | 20-km-Gehen nicht im Meisterschaftsprogramm |

## Bestleistungen / Rekorde
Weltrekorde wurden im Straßengehen außer bei Meisterschaften und Olympischen Spielen wegen der unterschiedlichen Streckenbeschaffenheiten nicht geführt.

### Bestehende Bestleistungen / Rekorde
| Weltbestzeit       | 1:17:46 h | Roman Rasskasow ( Russland)          | Moskau, Russland   | 19. Mai 2000       |
| Olympischer Rekord | 1:19:57 h | Jozef Pribilinec ( Tschechoslowakei) | OS Seoul, Südkorea | 23. September 1988 |

### Rekordverbesserung / Neue Bestleistung
Der polnische Olympiasieger Robert Korzeniowski verbesserte den bestehenden olympischen Rekord im Rennen am 22. September um 58 Sekunden auf 1:18:59 h. Zur Weltbestzeit fehlten ihm 1:13 Minuten.
Außerdem gab es eine neue nationale Bestleistung:

1:32:32 h – Ramy Deeb, Palästina

## Streckenführung
Gestartet wurde mit fünf Runden auf der Laufbahn des Stadiums Australia. Anschließend wurde das Stadion verlassen. Durch einen Tunnel führte die Route auf der Edwin Flack Avenue in Richtung Norden. Kurz vor dem Olympic Boulevard wendete die Strecke sich nach rechts und bog in die Querstraße Pondage Link ein, welche die Edwin Flack Avenue mit der Hill Road verbindet. Ab hier begann ein T-förmiger Rundkurs von zwei Kilometern Länge, der achtmal zu absolvieren war. Dieser Kurs führte zunächst nach rechts in die Hill Road. Kurz nach der Brücke über den Haslams Creek gab es eine Wendung und es ging zurück bis zur Einmündung des Old Hill Link. Hier wurde mit einem kleinen Bogen in den Pondage Link wieder gewendet und der Weg führte zurück zur Hill Road. Nach Absolvierung des Rundkurses ging es auf derselben Strecke wie auf dem Hinweg zurück ins Stadion, wo das Ziel erreicht wurde.

## Ausgangslage
Die Favoriten kamen aus Russland, Polen, Ecuador und Mexiko. Vor allem der russische Welt- und Europameister Ilja Markow, der vier Jahre zuvor zudem die Silbermedaille gewonnen hatte, ging mit großen Aussichten an den Start. Dies galt auch für seinen Landsmann Roman Rasskasow, der im Mai der Olympiasaison eine neue Weltbestleistung erzielt hatte. Stark einzuschätzen waren der Olympiasieger von 1996 und Vizeweltmeister Jefferson Pérez aus Ecuador, der mexikanische WM-Dritte Daniel García sowie der 50-km-Olympiasieger von 1996 und gleichzeitig amtierende 50-km-Europameister Robert Korzeniowski aus Polen.

## Zwischenzeiten

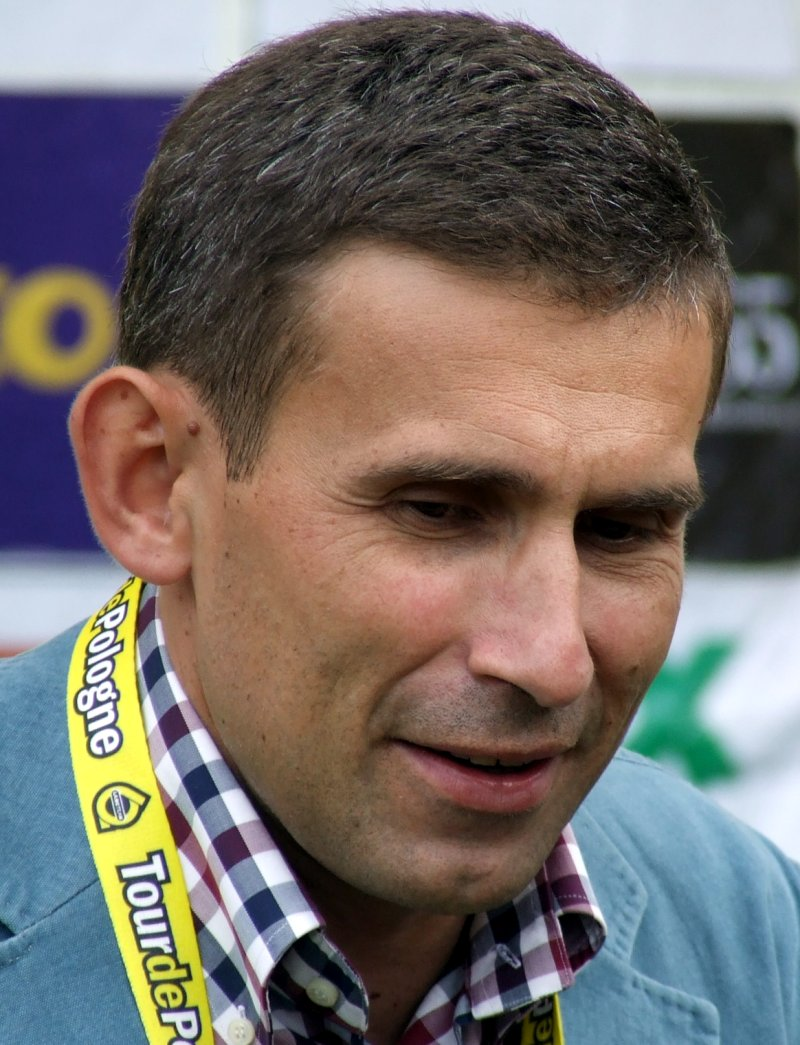
Olympiasieger Robert Korzeniowski gewann sieben Tage später über 50 km sein zweites Gold

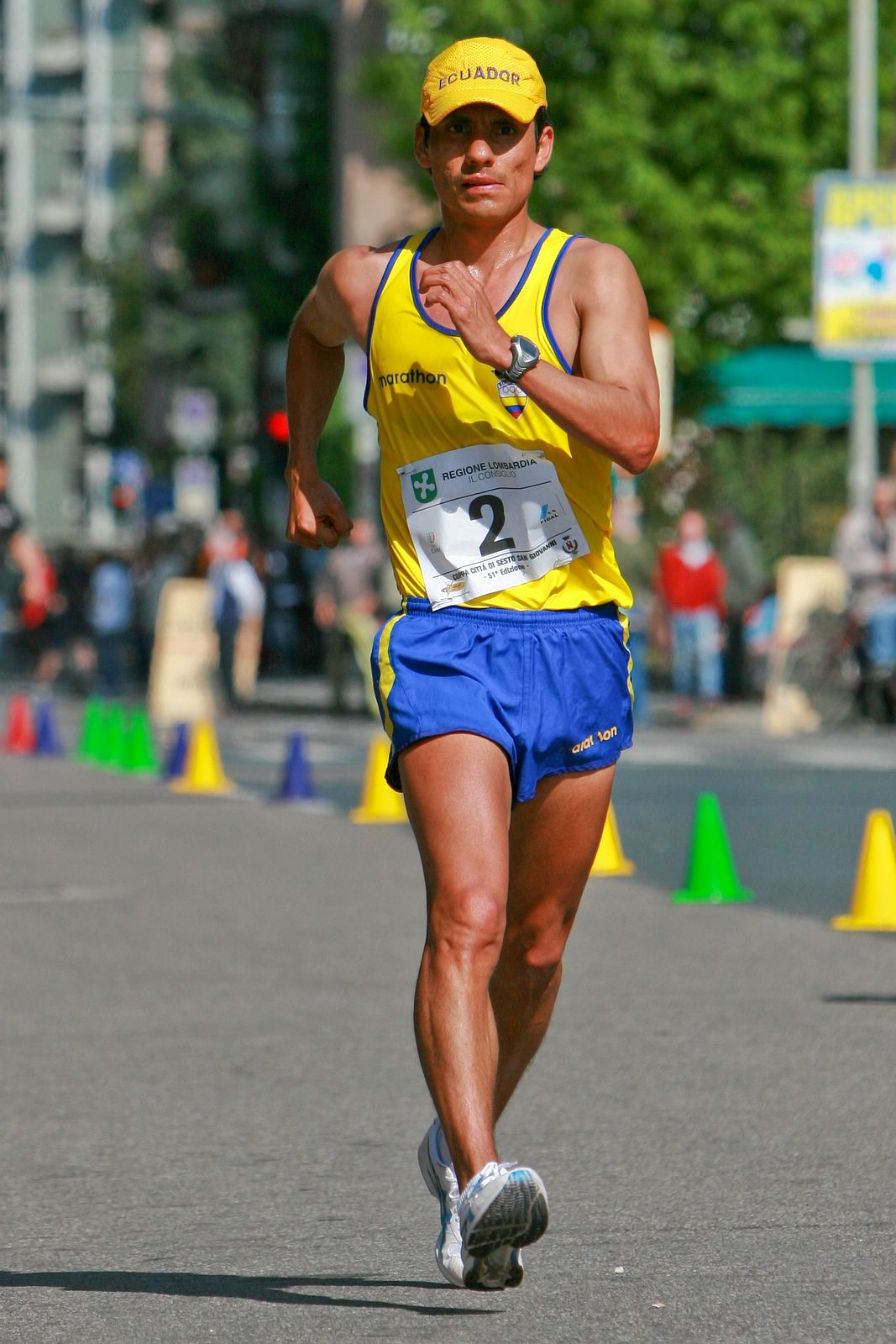
Der Olympiavierte Jefferson Pérez

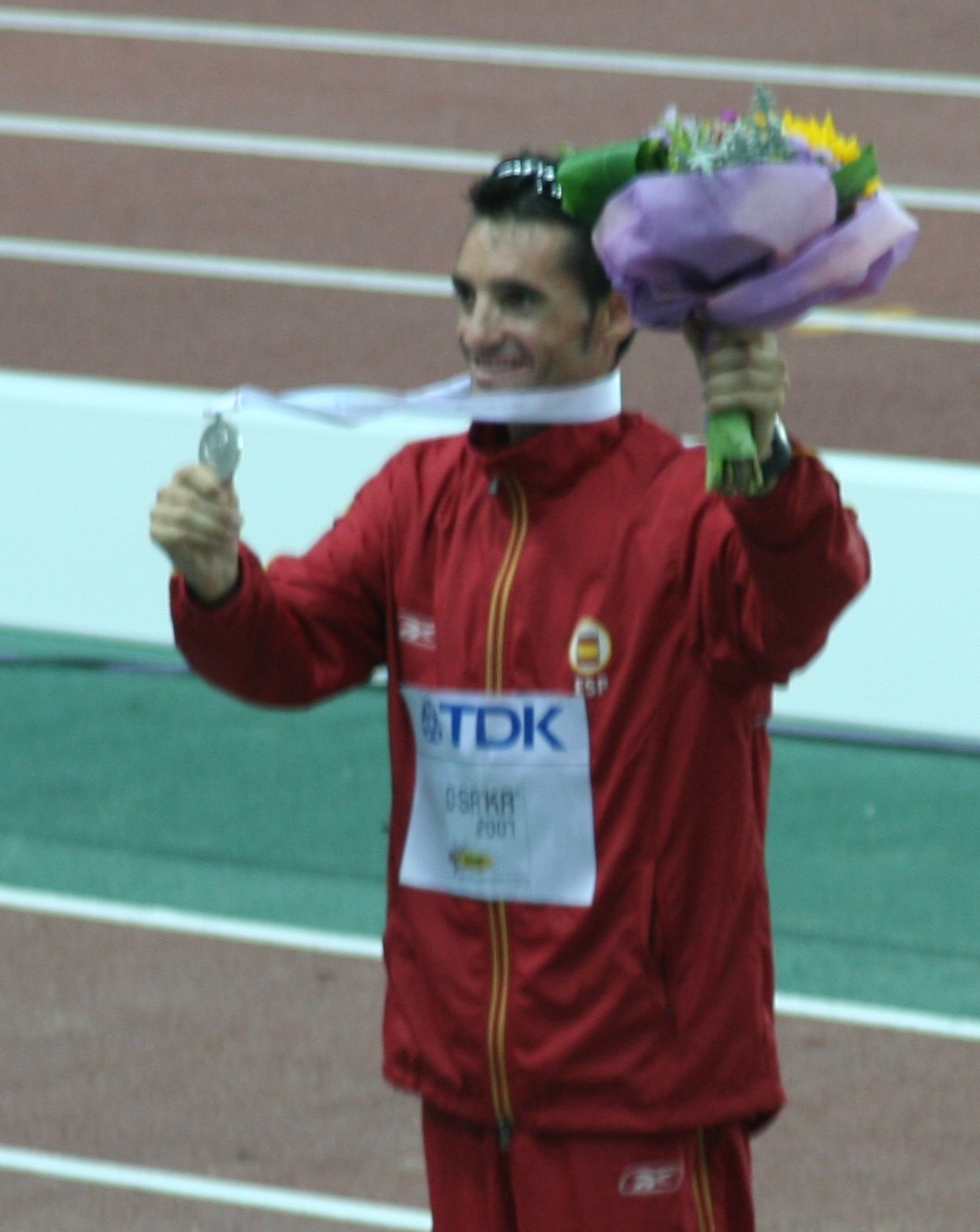
Francisco Javier Fernández belegte Rang sieben

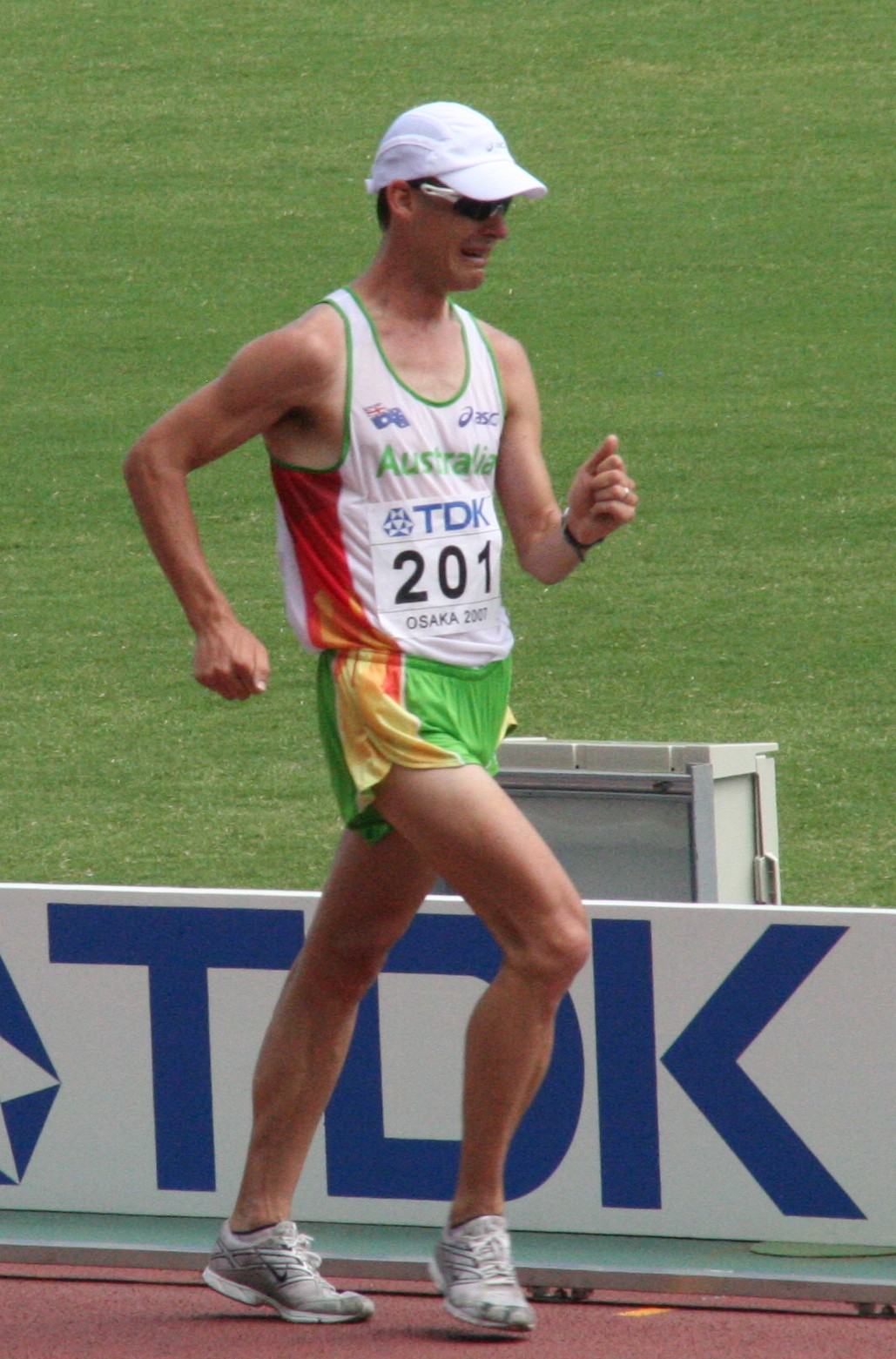
Der achtplatzierte Nathan Deakes

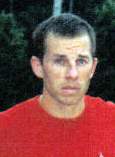
Mitfavorit Ilja Markow wurde Fünfzehnter

22. September 2000, Start um 12:50 Uhr
Anmerkung: Alle Zeiten sind in Ortszeit Sydney (UTC+10) angegeben.
| Zwischenzeiten | Zwischenzeiten | Zwischenzeiten                                                           | Zwischenzeiten |
| Marke          | Zwischenzeit   | Führende(r)                                                              | 2-km-Zeit      |
| -------------- | -------------- | ------------------------------------------------------------------------ | -------------- |
| 2 km           | 8:00 min       | große Gruppe                                                             | 8:00 min       |
| 4 km           | 15:57 min      | große Gruppe                                                             | 7:57 min       |
| 6 km           | 23:57 min      | große Gruppe                                                             | 8:00 min       |
| 8 km           | 31:55 min      | 18köpfige Spitzengruppe                                                  | 7:58 min       |
| 10 km          | 39:55 min      | 12köpfige Spitzengruppe                                                  | 8:00 min       |
| 12 km          | 47:53 min      | 10köpfige Spitzengruppe                                                  | 7:58 min       |
| 14 km          | 55:44 min      | 9köpfige Spitzengruppe                                                   | 7:51 min       |
| 16 km          | 1:03:28 h00    | Korzeniowski und Andrejew / Hernández – 2 s zurück / Segura – 4 s zurück | 7:44 min       |
| 18 km          | 1:11:07 h00    | Korzeniowski / Hernández – 2 s zurück / Andrejew und Segura – 5 s zurück | 7:39 min       |
| 20 km          | 1:18:59 h00    | Robert Korzeniowski                                                      | 7:52 min       |

## Ergebnis
| Platz | Name                       | Nation              | Zeit (h)        | Verwarnungen     | Anmerkung                           |
| ----- | -------------------------- | ------------------- | --------------- | ---------------- | ----------------------------------- |
| 01    | Robert Korzeniowski        | Polen               | 1:18:59         |                  | OR                                  |
| 0 2   | Noé Hernández              | Mexiko              | 1:19:03         |                  |                                     |
| 0 3   | Wladimir Andrejew          | Russland            | 1:19:27         | Bod              |                                     |
| 0 4   | Jefferson Pérez            | Ecuador             | 1:20:18         |                  |                                     |
| 0 5   | Andreas Erm                | Deutschland         | 1:20:25         | Knie             |                                     |
| 0 6   | Roman Rasskasow            | Russland            | 1:20:57         |                  |                                     |
| 0 7   | Francisco Javier Fernández | Spanien             | 1:21:01         |                  |                                     |
| 0 8   | Nathan Deakes              | Australien          | 1:21:03         | Bod              |                                     |
| 0 9   | Alessandro Gandellini      | Italien             | 1:21:14         | Bod              |                                     |
| 10    | Nicholas A’Hern            | Australien          | 1:21:34         |                  |                                     |
| 11    | Michele Didoni             | Italien             | 1:21:43         |                  |                                     |
| 12    | Daniel García              | Mexiko              | 1:22:05         | Bod              |                                     |
| 13    | Yu Guohui                  | Volksrepublik China | 1:22:32         | Knie             |                                     |
| 14    | Aigars Fadejevs            | Lettland            | 1:22:43         | Knie             |                                     |
| 15    | Ilja Markow                | Russland            | 1:23:03         | Knie             |                                     |
| 16    | Giovanni De Benedictis     | Italien             | 1:23:14         |                  |                                     |
| 17    | Andrej Makarau             | Belarus             | 1:23:33         |                  |                                     |
| 18    | Costică Bălan              | Rumänien            | 1:23:43         | Bod              |                                     |
| 19    | Jiří Malysa                | Tschechien          | 1:24:08         |                  |                                     |
| 20    | David Márquez              | Spanien             | 1:24:36         |                  |                                     |
| 21    | Artur Meljaschkewitsch     | Belarus             | 1:24:50         | Knie             |                                     |
| 22    | Satoshi Yanagisawa         | Japan               | 1:25:03         |                  |                                     |
| 23    | Moussa Aouanouk            | Algerien            | 1:25:04         |                  |                                     |
| 24    | Arturo Huerta              | Kanada              | 1:25:24         |                  |                                     |
| 25    | Dion Russell               | Australien          | 1:25:26         |                  |                                     |
| 26    | Tim Berrett                | Kanada              | 1:25:29         |                  |                                     |
| 27    | Daisuke Ikeshima           | Japan               | 1:25:34         |                  |                                     |
| 28    | Robert Heffernan           | Irland              | 1:26:04         |                  |                                     |
| 29    | Sándor Urbanik             | Ungarn              | 1:26:16         |                  |                                     |
| 30    | Shin Il-yong               | Südkorea            | 1:26:22         |                  |                                     |
| 31    | Igor Kollár                | Slowakei            | 1:26:31         | Knie             |                                     |
| 32    | Luis Fernando García       | Guatemala           | 1:27:16         |                  |                                     |
| 33    | Anthony Gillet             | Frankreich          | 1:27:36         | Knie             |                                     |
| 34    | Michail Chmelnizki         | Belarus             | 1:28:02         |                  |                                     |
| 35    | José David Domínguez       | Spanien             | 1:28:16         | Bod              |                                     |
| 36    | Hatem Ghoula               | Tunesien            | 1:28:16         | Knie             |                                     |
| 37    | Gyula Dudás                | Ungarn              | 1:28:34         | Bod              |                                     |
| 38    | Waleri Borisow             | Kasachstan          | 1:28:36         |                  |                                     |
| 39    | David Kimutai              | Kenia               | 1:28:45         |                  |                                     |
| 40    | Timothy Seaman             | Vereinigte Staaten  | 1:30:32         | Bod              |                                     |
| 41    | Róbert Valíček             | Slowakei            | 1:30:46         | Knie / Knie      |                                     |
| 42    | Julius Sawe                | Kenia               | 1:30:55         | Knie             |                                     |
| 43    | Julio René Martínez        | Guatemala           | 1:31:47         | Bod / Knie       |                                     |
| 44    | Ramy Deeb                  | Palästina           | 1:32:32         | Bod              | NBL                                 |
| DNF   | Efim Motpan                | Moldau              |                 | Knie / Knie      |                                     |
| DSQ   | Māris Putenis              | Lettland            |                 | Bod / Bod / Knie | IAAF Regel 230.4 – Gehrichterobmann |
| DSQ   | Bernardo Segura            | Mexiko              | Bod / Bod / Bod |                  | IAAF Regel 230.4 – Gehrichterobmann |
| DNS   | João Vieira                | Portugal            |                 |                  |                                     |

## Wettbewerbsverlauf
Das Geherfeld blieb auf den ersten Runden zusammen. Bei Kilometer acht hatte sich eine Spitzengruppe von achtzehn Teilnehmern gebildet, die mit zehn Sekunden Vorsprung vor einem Verfolgerfeld lag. Bis Kilometer sechzehn war die Spitzengruppe auf vier Athleten geschrumpft, nachdem das Tempo ab Kilometer vierzehn deutlich gesteigert worden war. Die Führung hatten jetzt Korzeniowski und der Russe Wladimir Andrejew. Dahinter folgten die Mexikaner Noé Hernández – zwei Sekunden zurück – und Segura – vier Sekunden zurück. Pérez als Fünfter hatte bereits zwölf Sekunden Rückstand. Nun wurde es noch einmal schneller. Zwei Kilometer vor dem Ziel führte Korzeniowski mit zwei Sekunden vor Hernández, weitere drei Sekunden dahinter lagen Andrejew und Segura. Pérez konnte das Tempo nicht mitgehen und fiel zurück. Kurz vor Schluss wurde Segura nach seiner dritten Verwarnung wegen fehlenden Bodenkontakts disqualifiziert. Robert Korzeniowski konnte seinen Vorsprung auf vier Sekunden ausbauen und kam mit dem neuen Olympiarekord von 1:18:59 h ins Ziel. Er verbesserte Jozef Pribilinecs bis dahin bestehende Bestmarke um fast eine Minute. Noé Hernández gewann die Silber-, Wladimir Andrejew mit 24 Sekunden Rückstand auf Hernández die Bronzemedaille. Jefferson Pérez wurde Vierter mit 1:19 Minuten Rückstand auf den Sieger. Der Deutsche Andreas Erm belegte weitere sechs Sekunden dahinter Platz fünf vor Roman Rasskasow aus Russland.
Robert Korzeniowski, der 1996 über 50 km gesiegt hatte, war der erste polnische Olympiasieger und Medaillengewinner im 20-km-Gehen.

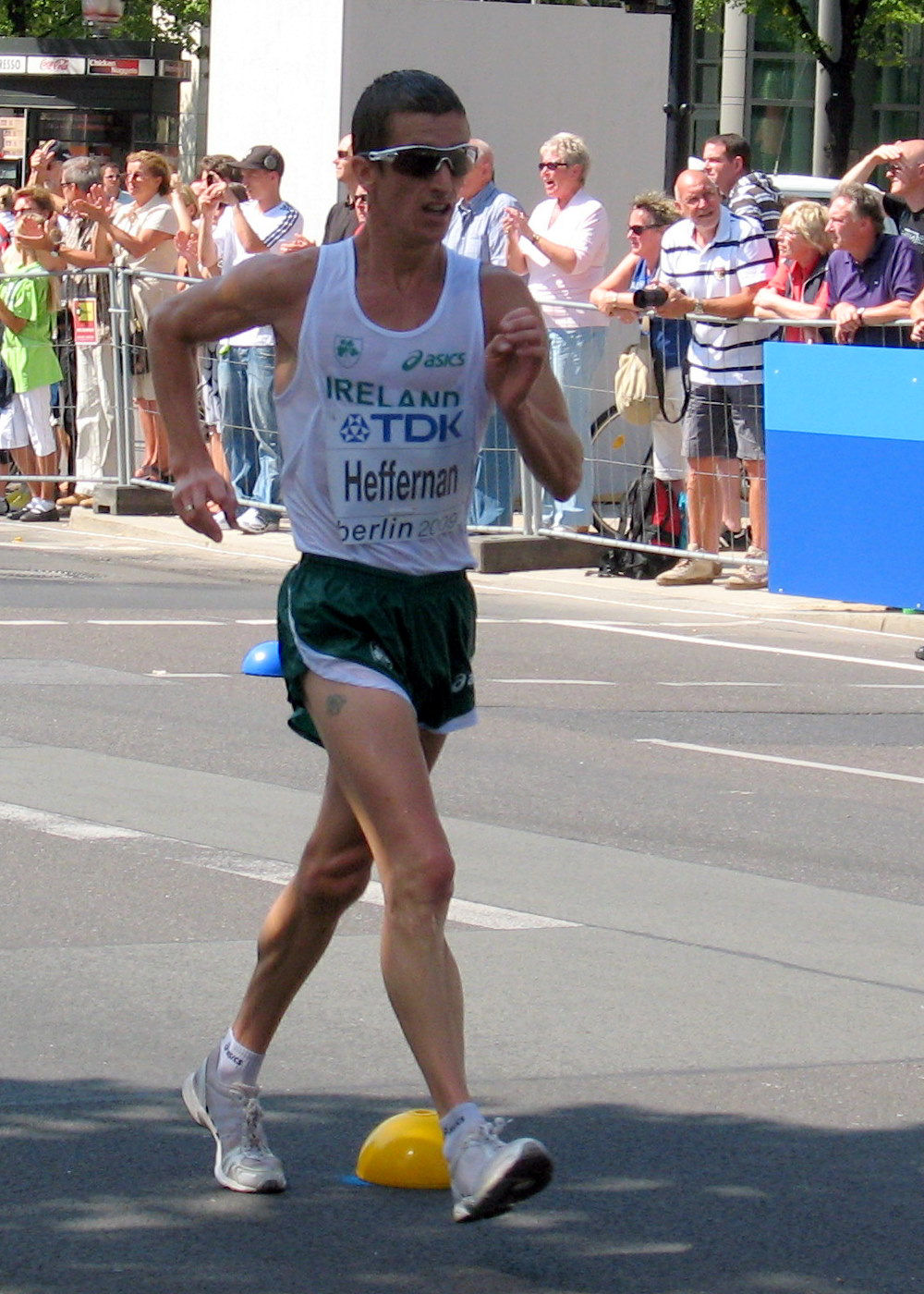
Robert Heffernan belegte Platz 28
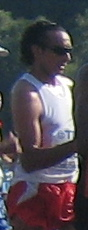
Rang 36 für Hatem Ghoula
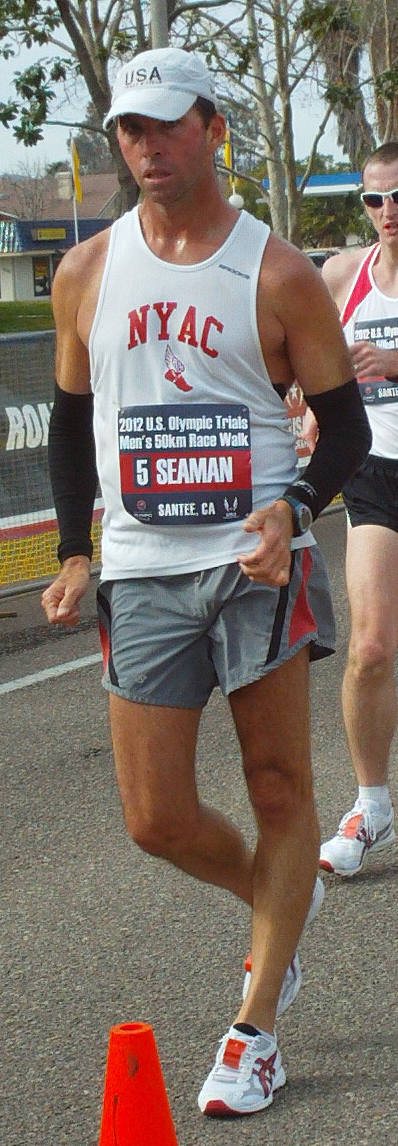
Timothy Seaman – Rang vierzig
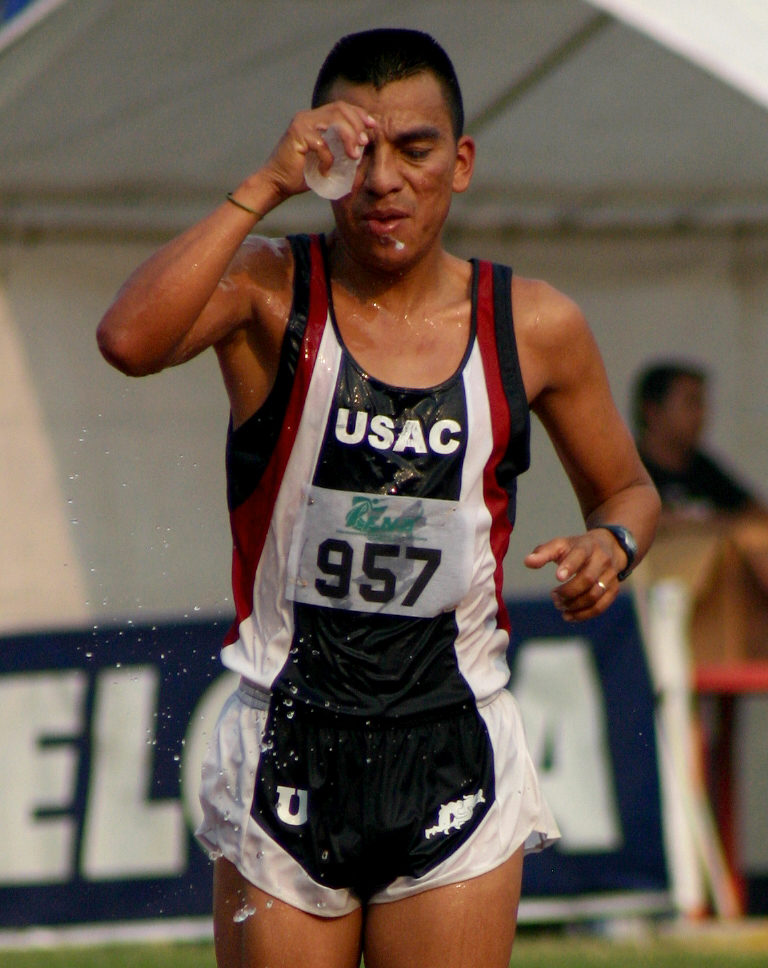
Julio René Martínez – Rang 43

## Video
- 2000 Sydney - 50km marche, doublé de Korzeniowski, youtube.com, abgerufen am 30. Januar 2022